# Hamnfärjan II
Hamnfärjan II är en svensk personfärja, som byggdes 1948  på Gösta Johanssons varv i Kungsviken på Orust.
Hamnfärjan II ersatte den liknande Hamnfärjan I och trafikerade Marstrands hamn mellan Koön och Marstrandssidan fram till 1985. Företrädaren Hamnfärjan I hade byggts av August Svenningsson för Marstrands Mekaniska Verkstad 1913 och var i drift fram till 1960, från 1948 mest vintertid. 
Hamnfärjan II drivs med elektricitet. Batterierna laddas automatiskt vid färjans två tilläggsplatser och färjan kan köra upp till 8-10 timmar med fuilladdade batterier.
Hon bevarades genom den ideella föreningen Färjans Vänner. Hon renoverades 1996-99 och fungerar också som reservfärja till ordinarie linfärjan Lasse-Maja.
Hamnfärjan II k-märktes 2013.